# Allan Clausen
Allan Clausen (født 1971), Pjerrot på Pantomimeteatret i Tivoli siden 2006.
Allan Clausen er uddannet i Danseprojektet for moderne dans i 1995 og blev ansat på Pantomimeteatret 2003. Han har desuden medvirket i diverse moderne danseforestillinger, musicaler og revyer i Danmark.